# Rūdolfs Muižzemnieks
Rūdolfs Muižzemnieks (ur. 15 maja 1895 r. w miejscowości Salgale na Łotwie w granicach Rosji, zm. 26 marca 1980 r. w Bostonie) – łotewski wojskowy (podpułkownik), dowódca 1 batalionu 1 Łotewskiego Policyjnego Pułku Granicznego SS, a następnie 2 batalionu szkolnego pod koniec II wojny światowej
9 grudnia 1918 r. wstąpił do nowo formowanej armii łotewskiej, dostając stopień porucznika. Służył w 1 Ochotniczej Kompanii w Jełgawie, a następnie 2 Batalionie w Kiesiu. W czerwcu 1919 r. został przeniesiony do 4 Samodzielnego Batalionu, a w sierpniu tego roku do 2 Pułku Piechoty w Windawie. W maju 1920 r. awansował na kapitana. Od kwietnia 1921 r. był zastępcą komendanta dystryktu wojskowego Lipawa, a od maja 1923 r. – komendantem dystryktu wojskowego Valmiera. W 1924 r. objął funkcję komendanta wojskowego miasta Lipawa. W 1926 r. został przeniesiony do 3 Pułku Piechoty w Jełgawie. Od 1938 r. służył w 12 Pułku Piechoty w Bauska jako dowódca batalionu i intendent w stopniu podpułkownika. W lutym 1940 r. odszedł na własną prośbę ze służby wojskowej. Po zajęciu obszaru Łotwy przez wojska niemieckie w 1941 r., podjął współpracę z okupantami. W lutym 1944 r. objął dowództwo 1 batalionu 1 Łotewskiego Policyjnego Pułku Granicznego SS w stopniu Waffen-Obersturmbannführera der SS. W sierpniu tego roku został dowódcą 2 batalionu szkolnego. Dostał się do niewoli wojsk alianckich, po czym udał się na emigrację. Zmarł w USA 26 marca 1980 r.
Był odznaczony m.in. rosyjskim Orderem Św. Stanisława 3 klasy z mieczami, Orderem Św. Anny 4 klasy, łotewskim Orderem Trzech Gwiazd 5 klasy.